# Living Proof: The Farewell Tour
Il Living Proof: The Farewell Tour (noto anche come Never Can Say Goodbye Farewell Tour o semplicemente Farewell Tour) è il quinto tour solista di Cher.

## Informazioni sul tour
Il tour supportò il suo album Living Proof e la sua raccolta di successi The Very Best of Cher, portando la cantante ad esbirsi in Nord America, Europa e Oceania. Cher tornò in concerto in Australia per la prima volta dal 1990. Il tour diede inoltre a Cher l'opportunità di esibirsi in nuovi territori per lei su tutti e tre i continenti, tra cui per la prima volta la Russia e la Nuova Zelanda. Secondo il giornale Dakota Student, il concerto più grande del tour fu quello all'Alerus Center di Grand Forks (Dakota del Nord), e anche il più grande della carriera di Cher, che si esibì di fronte a oltre 20.000 spettatori, sebbene Billboard in seguito stimò l'audience in 19.531 spettatori.
Con 284 concerti tra Stati Uniti d'America, Canada e Messico, questo divenne il tour più lungo di sempre in America settentrionale. Complessivamente, il tour ha guadagnato quasi 250 milioni di dollari e fu visto da oltre 3,2 milioni di spettatori, con una media di 9.800 persone per serata. La strategia del Farewell Tour, che ha toccato con successo l'Europa nel 2004, non ha compreso l'Italia che è rimasta tagliata fuori dalle ultime esibizioni della cantante. La raccolta The Very Best of Cher, che ha venduto milioni di copie anche con poca sponsorizzazione, è stata ugualmente pubblicata in Italia senza nessun riscontro commerciale.
Nel maggio 2002 Cher annunciò che si sarebbe imbarcata in un tour di tre mesi che sarebbe stato il suo ultimo. Dichiarò: "È il sogno di un artista avere una carriera in cui si coinvolgono continuamente nuove persone, continuando nel contempo a fare felici i tuoi fan di sempre, si spera. Ma sono fermamente conscia del fatto che è un evento raro. Non do per scontato il fatto che la gente si interessi ancora di quello che faccio su un qualsiasi livello". Avrebbe aggiunto sarcasticamente: "Mi sto avvicinando agli 80 anni e se dovessi fare quello che fanno tutti gli altri, tornate tra cinque anni, me ne andrò in giro in uno di quei carrelli, quelli con i comandi che si vedono [nei supermercati] Costco. Ci sono due ragioni dietro ai ritorni. Perché, come gli Stones, si è al verde. Di nuovo. Oppure si tratta di vecchie dive che non vedono l'ora di uscire e stare tra i loro adorati fan. Questo è il mio caso, è proprio il mio". Nonostante fosse stato concepito come un "tour di addio", la cantante tenne poi altri tour.
Il tour partì da Toronto (Canada) nel giugno del 2002 e continuò fino ad arrivare alla soglia record di ben 326 concerti, concludendosi Los Angeles nell'aprile del 2005. L'ultimo concerto si tenne all'Hollywood Bowl, proprio dove Cher tenne il suo primo concerto con il marito Sonny Bono molti anni prima. Cher spiegò che il tour durò così a lungo poiché lei stessa chiedeva al manager di aggiungere sempre nuove date per via della reazione positiva del pubblico. Il tour originariamente avrebbe dovuto concludersi in Oceania nell'autunno del 2004, tuttavia fu aggiunta una nuova tappa nordamericana nel gennaio 2005. Cher dichiarò: "Non voglio proprio fermarmi. E mi vogliono fermare! Ho detto ai tour manager 'Ma non sono stata nel Vermont o nel Delaware', e loro dissero: 'Non ci sono location abbastanza grandi, tesoro'. Quindi dissi: 'Andate a costruirne qualcuna, allora! Dopo questa, furono menzionati limitazioni fisiche'. Ma sul serio, ho immaginato che se non mi fossi fermata sarei finite per arrivare in modalità Marlene Dietrich permanente. […] …mi sono staccata dal mio elefante e finirò per diventare una reclusa". Dopo il tour, Cher era piena di progetti: intendeva incidere un album natalizio e un album di duetti country. Inoltre, desiderava recitare in dei film, tornare negli special televisivi e apparire in un musical di Broadway.

## Sinossi del concerto
(Cher durante i concerti del Farewell Tour)
Il concerto comincia con un video introduttivo che mostra una giovanissima Cher che se ne va di casa. Il video mostra immediatamente una Cher adulta che entra in una stanza blu. Vengono intercalati quindi numerosi videoclip ed esibizioni dal vivo della sua carriera, tra cui The Sonny & Cher Comedy Hour, The Cher Show e Cher... Special. Viene mostrata la cantante durante un servizio fotografico indossando alcuni dei suoi celeberrimi abiti di scena degli anni settanta e ottanta. Il video si conclude mostrando per intero tutte le copertine dei suoi dischi, e l'immagine finale rappresenta la diva su sfondo viola metallizzato circondata da farfalle, mentre Cher in carne ed ossa scende sul palco aggrappata ad un lampadario interpretando la cover degli U2 "I Still Haven't Found What I'm Looking For". "Song for the Lonely" viene interpretata prima che la cantante si interrompa per spiegare al pubblico perché si tratti del suo ultimo tour. Quindi lascia il palco, mentre i suoi ballerini eseguono una coreografia sulle note del Gayatri Mantra, un famoso mantra induista. Concluso il ballo, Cher appare in groppa ad un elefante di cartapesta cantando "All or Nothing" con addosso un sari indiano. Segue un interludio in cui viene interpretato un numero di tessuti aerei, introduzione alla ballad "I Found Someone". Dopo un lungo assolo di chitarra elettrica, Cher appariva sul secondo livello del palco in un abito tribale per interpretare una nuova versione di "Bang Bang (My Baby Shot Me Down)".
La sezione successiva del concerto viene introdotta da dei filmati di Cher e del suo ex marito Sonny Bono che interpretano tre delle loro canzoni più popolari, "The Beat Goes On", "Baby Don't Go" e "I Got You Babe". Conclusosi il video, Cher appare sul palco interpretando "All I Really Want to Do", che spiega essere stato il suo primo successo discografico. La sezione continua con un medley dei suoi singoli degli anni settanta "Half-Breed", "Gypsys, Tramps & Thieves" e "Dark Lady".
Il concerto prosegue con un video, un montaggio della sitcom di Cher The Cher Show. I suoi ballerini entrano in scena indossando dei completi e interpretando delle coreografie reminiscenti il film "La febbre del sabato sera". Cher emergeva dal palco cantando "Take Me Home". La canzone si concludeva con una coreografia, prima che Cher tornasse per cantare "The Way of Love". La sezione si conclude con Cher che interpreta delle scene dal musical "West Side Story", tratte dal programma Cher... Special del 1978. Seguiva un ulteriore video, un teatrale montaggio di alcune scene tratte dai film di Cher "Silkwood", "Stregata dalla luna" e "Sirene". La cantante tornava sul palco per cantare la ballata After All. Il concerto continua sulle note di "Just Like Jesse James", "Heart of Stone" e "The Shoop Shoop Song (It's in His Kiss)".
Cher lascia il palco, mentre gli schermi trasmettono un video acon spezzoni di interviste della cantante dagli anni settanta agli anni Duemila. Il video è inframmezzato da spezzoni del suo recente clip Alive Again. Il video di Strong Enough viene trasmesso per la lunghezza della prima strofa, in versione lenta, quindi Cher torna sul palco ed interpreta il resto della canzone nella sua ritmica disco. Questa sezione si conclude con l'interpretazione di "If I Could Turn Back Time". Cher ritorna sul palco per il gran finale, interpretando Believe".

### Apri-concerto
Ad aprire i concerti per Cher furono alcune delle più grandi vecchie glorie ancora in circolazione, tra cui Cyndi Lauper, le Sister Sledge, i Village People e KC & the Sunshine Band.

## Scaletta del tour

### Nord America / Oceania
1. Video Intro: Cher...Through Time
2. I Still Haven't Found What I'm Looking For
3. Song for the Lonely
4. A Different Kind of Love Song
5. Dance Interlude: Gayatri Mantra
6. All or Nothing
7. We All Sleep Alone
8. Dance Interlude
9. I Found Someone
10. Bang Bang
11. Video Interlude: Sonny & Cher
12. All I Really Want to Do
13. Medley: Half-Breed / Gypsys, Tramps & Thieves / Dark Lady
14. Video Interlude: Scene da The Cher Show
15. Dance Interlude
16. Take Me Home
17. Dance Interlude
18. The Way of Love
19. Video Interlude: West Side Story
20. Cher...Movie Monologues
21. After All
22. Just Like Jesse James
23. Heart of Stone
24. The Shoop Shoop Song (It's in His Kiss)
25. Video Interlude: Cher...Quotes
26. Strong Enough
27. Save Up All Your Tears
28. If I Could Turn Back Time
29. Believe

### Europa
1. Video Intro: Cher...Through Time
2. I Still Haven't Found What I'm Looking For
3. Instrumental Interlude
4. Medley: One by One remix / Taxi, Taxi / Love Is the Groove / Love One Another
5. Dance Interlude: Gayatri Mantra
6. All or Nothing
7. Dance Interlude
8. I Found Someone
9. Bang Bang
10. Video Interlude Sonny & Cher
11. All I Really Want to Do
12. Medley: Half-Breed / Gypsys, Tramps & Thieves / Dark Lady
13. Video Interlude: Scene da The Cher Show
14. Dance Interlude: Bad Girls / Ring My Bell / Don't Leave Me This Way
15. Take Me Home
16. Dance Interlude: All or Nothing / Alive Again
17. Love Hurts
18. Video Interlude: West Side Story
19. Cher...Movie Monologues
20. After All
21. Walking in Memphis
22. The Shoop Shoop Song (It's in His Kiss)
23. Video Interlude: Cher...Quotes
24. Strong Enough
25. If I Could Turn Back Time
26. Believe

### Variazioni della scaletta
- Alla première del tour a Toronto, "Save Up All Your Tears" fu interpretata dopo "If I Could Turn Back Time".
- Durante il primo concerto di Cleveland (USA) Cher subì un incidente con il lampadario all'entrata: scendendo verso il palco, rimase attaccata alla cintura di sicurezza.
- In Europa Cher sostituì qualche volta il Love Medley con "Song for the Lonely" come in America e Oceania.
- Durante l'ultimo show all'Hollywood Bowl di Los Angeles, Cher fu raggiunta sul palco dai Village People e assieme alla band e ai ballerini interpretarono la sigla del Mickey Mouse Club.
- A Different Kind of Love Song, We All Sleep Alone, e Save Up All Your Tears furono tolte dalla scaletta nella prima metà del 2003, e nella seconda metà del 2003 anche Just Like Jesse James e Heart of Stone. Nel 2004 / 2005 furono aggiunte "Love Hurts" e "Walking in Memphis" al posto di "The Way of Love", "Heart of Stone" e "Just Like Jesse James".
- Allo show finale di Los Angeles "Song for the Lonely" fu cantata eccezionalmente come canzone di chiusura.

## Controversie
Mentre si esibiva in Nuova Zelanda, Cher si riferì alle giovani popstar in circolazione come "p*****e". In un monologo che recitò al pubblico, Cher dichiarò: "D'accordo! Jessica Simpson, Britney Spears, Jennifer Lopez! D'accordo. Okay, vi racconterò una cosa che è successa, sul serio. Una sera voi ragazzi mi avete mandata molto su di giri. Ero ad un concerto ed era tutto euforico, tutto un 'Wow! Fantastico!' Quindi dissi: 'Be', sono una manica di p*****e, no?' Sì! Ma non sapete, due di loro erano veramente arrabbiate e non hanno capito che era uno scherzo. No, no, non farò alcun nome, ma...! Sì, una di loro era un po' incazzata, sappiatelo. Ma non la posso biasimare. Vedete, non capisce che quando la chiamo così sto solo scherzando. Voi lo sapete. È solo il mio senso dell'umorismo. Io mi chiamo da sola stupida t***a. Loro sono p*****e. Se funziona così per me, vedete… Ma non importa. Non importa. Devo andare avanti con lo show!".

## Recensioni
Il San Francisco Chronicle notò quanto Cher sia ancora dinamica tra le sue colleghe più giovani scrivendo: "L'effetto-Britney del look dell'ultima era immediatamente riconoscibile. Cher è ben conscia del fatto che il suo camaleontico fascino ha spianato la strada per l'era moderna di accademia da stadio. Dalla sua posizione non può che vedere tale imitazione come adulazione, non un furto".
Il New York Daily News scrisse che i numerosi costumi e interludi su video erano una grandissima distrazione dal concerto in sé: "In quest'ora e 45 minuti di esibizione di Cher, lei era vestita come una domatrice da circo, una hippie dai capelli stirati, una marinaia sadomaso e quella che sembra essere la concubina preferita di Conan il Barbaro. Ad un certo punto sfoggia persino quella tenuta nera succinta che indossava nel video di "If I Could Turn Back Time" 13 anni fa. Il che vuol dire che potrebbe essere l'unica cinquantaseienne della storia ad apparire in pubblico con un perizoma. Ah, sì.. nello show c'erano anche delle canzoni".
Il New York Times apprezzò il concerto al Madison Square Garden riportando: "Ancora una volta, Cher ha trionfato sulle limitazioni, l'età e la gravità, ergendosi orgogliosa al fianco delle sue giovani copie di sé sui video. Per il finale, Believe, è apparsa in un lungo vestito argentato mentre i suoi ballerini indossavano futuristiche calzamaglie spaziali. Nelle strofe della canzone venne usato un filtro elettronico sulla voce di Cher, trasformandola in cyber-Cher, una macchina da hit immune all'invecchiamento della carne. La canzone promette vita dopo l'amore; Cher, senza dubbio, continuerà una vita da celebrità dopo aver recepito l'amore del pubblico del suo tour un'ultima volta".

### Registrazioni
Il concerto dell'8 novembre 2002 alla American Airlines Arena di Miami (Stati Uniti d'America) fu registrato per uno special televisivo che sarebbe stato trasmesso in America nel fine settimana del Ringraziamento. Il concerto fu trasmesso dalla NBC e fu visto da circa 17 milioni di telespettatori.
Lo special televisivo vinse tre Emmy Awards per Miglior programma di varietà, musicale o commedia, Migliori costumi di scena e Direzione tecnica delle telecamere.

## Date del Tour
| Data              | Città                | Paese                 | Luogo di esibizione                       |
| ----------------- | -------------------- | --------------------- | ----------------------------------------- |
| Nord America      |                      |                       |                                           |
| 14 giugno 2002    | Toronto              | Canada                | Air Canada Centre                         |
| 15 giugno 2002    | Detroit              | Stati Uniti d'America | The Palace of Auburn Hills                |
| 18 giugno 2002    | Cleveland            | Stati Uniti d'America | Gund Arena                                |
| 19 giugno 2002    | Columbus             | Stati Uniti d'America | Nationwide Arena                          |
| 21 giugno 2002    | Uncasville           | Stati Uniti d'America | Mohegan Sun Arena                         |
| 22 giugno 2002    | Filadelfia           | Stati Uniti d'America | First Union Center                        |
| 24 giugno 2002    | Filadelfia           | Stati Uniti d'America | First Union Center                        |
| 26 giugno 2002    | New York             | Stati Uniti d'America | Madison Square Garden                     |
| 27 giugno 2002    | New York             | Stati Uniti d'America | Madison Square Garden                     |
| 29 giugno 2002    | Washington           | Stati Uniti d'America | MCI Center                                |
| 30 giugno 2002    | Uniondale            | Stati Uniti d'America | Nassau Veterans Memorial Coliseum         |
| 2 luglio 2002     | East Rutherford      | Stati Uniti d'America | Continental Airlines Arena                |
| 3 luglio 2002     | Manchester           | Stati Uniti d'America | Verizon Wireless Arena                    |
| 5 luglio 2002     | Pittsburgh           | Stati Uniti d'America | Mellon Arena                              |
| 6 luglio 2002     | Atlantic City        | Stati Uniti d'America | Boardwalk Hall                            |
| 8 luglio 2002     | Boston               | Stati Uniti d'America | FleetCenter                               |
| 9 luglio 2002     | Boston               | Stati Uniti d'America | FleetCenter                               |
| 12 luglio 2002    | Grand Rapids         | Stati Uniti d'America | Van Andel Arena                           |
| 13 luglio 2002    | Milwaukee            | Stati Uniti d'America | Bradley Center                            |
| 15 luglio 2002    | Saint Louis          | Stati Uniti d'America | Savvis Center                             |
| 16 luglio 2002    | Kansas City          | Stati Uniti d'America | Kemper Arena                              |
| 18 luglio 2002    | Chicago              | Stati Uniti d'America | United Center                             |
| 19 luglio 2002    | Chicago              | Stati Uniti d'America | United Center                             |
| 29 luglio 2002    | Seattle              | Stati Uniti d'America | KeyArena                                  |
| 30 luglio 2002    | Vancouver            | Canada                | General Motors Place                      |
| 1º agosto 2002    | Portland             | Stati Uniti d'America | Rose Garden                               |
| 3 agosto 2002     | Oakland              | Stati Uniti d'America | The Arena in Oakland                      |
| 4 agosto 2002     | San Jose             | Stati Uniti d'America | Compaq Center at San Jose                 |
| 6 agosto 2002     | Los Angeles          | Stati Uniti d'America | Staples Center                            |
| 7 agosto 2002     | Anaheim              | Stati Uniti d'America | Arrowhead Pond of Anaheim                 |
| 9 agosto 2002     | Las Vegas            | Stati Uniti d'America | MGM Grand Garden Arena                    |
| 10 agosto 2002    | Las Vegas            | Stati Uniti d'America | MGM Grand Garden Arena                    |
| 12 agosto 2002    | Phoenix              | Stati Uniti d'America | America West Arena                        |
| 14 agosto 2002    | Salt Lake City       | Stati Uniti d'America | Delta Center                              |
| 15 agosto 2002    | Denver               | Stati Uniti d'America | Pepsi Center                              |
| 17 agosto 2002    | North Little Rock    | Stati Uniti d'America | Alltel Arena                              |
| 18 agosto 2002    | New Orleans          | Stati Uniti d'America | New Orleans Arena                         |
| 20 agosto 2002    | Oklahoma City        | Stati Uniti d'America | Ford Center                               |
| 21 agosto 2002    | Houston              | Stati Uniti d'America | Compaq Center                             |
| 23 agosto 2002    | Dallas               | Stati Uniti d'America | American Airlines Center                  |
| 24 agosto 2002    | Austin               | Stati Uniti d'America | Frank Erwin Center                        |
| 27 agosto 2002    | Atlanta              | Stati Uniti d'America | Philips Arena                             |
| 28 agosto 2002    | Greenville           | Stati Uniti d'America | BI-LO Center                              |
| 30 agosto 2002    | Ft. Lauderdale       | Stati Uniti d'America | National Car Rental Center                |
| 31 agosto 2002    | Ft. Lauderdale       | Stati Uniti d'America | National Car Rental Center                |
| 2 settembre 2002  | Tampa                | Stati Uniti d'America | Ice Palace                                |
| 4 settembre 2002  | Birmingham           | Stati Uniti d'America | BJCC Arena                                |
| 5 settembre 2002  | Louisville           | Stati Uniti d'America | Freedom Hall                              |
| 7 settembre 2002  | Greensboro           | Stati Uniti d'America | Greensboro Coliseum                       |
| 8 settembre 2002  | Cincinnati           | Stati Uniti d'America | U.S. Bank Arena                           |
| 10 settembre 2002 | Indianapolis         | Stati Uniti d'America | Conseco Fieldhouse                        |
| 12 settembre 2002 | Madison              | Stati Uniti d'America | Kohl Center                               |
| 13 settembre 2002 | Moline               | Stati Uniti d'America | Mark of the Quad Cities                   |
| 15 settembre 2002 | Minneapolis          | Stati Uniti d'America | Target Center                             |
| 27 settembre 2002 | Winnipeg             | Canada                | Winnipeg Arena                            |
| 28 settembre 2002 | Grand Forks          | Stati Uniti d'America | Alerus Center                             |
| 30 settembre 2002 | Valley Center        | Stati Uniti d'America | Kansas Coliseum                           |
| 2 ottobre 2002    | Ames                 | Stati Uniti d'America | Hilton Coliseum                           |
| 4 ottobre 2002    | Saint Paul           | Stati Uniti d'America | Xcel Energy Center                        |
| 6 ottobre 2002    | Ashwaubenon          | Stati Uniti d'America | Resch Center                              |
| 8 ottobre 2002    | Chicago              | Stati Uniti d'America | United Center                             |
| 10 ottobre 2002   | Champaign            | Stati Uniti d'America | Assembly Hall                             |
| 12 ottobre 2002   | Lansing              | Stati Uniti d'America | Breslin Student Events Center             |
| 13 ottobre 2002   | Detroit              | Stati Uniti d'America | The Palace of Auburn Hills                |
| 15 ottobre 2002   | Hershey              | Stati Uniti d'America | Giant Center                              |
| 17 ottobre 2002   | New York             | Stati Uniti d'America | Madison Square Garden                     |
| 18 ottobre 2002   | New York             | Stati Uniti d'America | Madison Square Garden                     |
| 21 ottobre 2002   | Montréal             | Canada                | Bell Centre                               |
| 23 ottobre 2002   | London               | Canada                | John Labatt Centre                        |
| 24 ottobre 2002   | Toronto              | Canada                | Air Canada Centre                         |
| 25 ottobre 2002   | Uncasville           | Stati Uniti d'America | Mohegan Sun Arena                         |
| 26 ottobre 2002   | Filadelfia           | Stati Uniti d'America | First Union Center                        |
| 3 novembre 2002   | Boston               | Stati Uniti d'America | FleetCenter                               |
| 4 novembre 2002   | Providence           | Stati Uniti d'America | Dunkin' Donuts Center                     |
| 7 novembre 2002   | Miami                | Stati Uniti d'America | American Airlines Arena                   |
| 8 novembre 2002   | Miami                | Stati Uniti d'America | American Airlines Arena                   |
| 11 novembre 2002  | Orlando              | Stati Uniti d'America | TD Waterhouse Centre                      |
| 13 novembre 2002  | Nashville            | Stati Uniti d'America | Gaylord Entertainment Center              |
| 14 novembre 2002  | New Orleans          | Stati Uniti d'America | New Orleans Arena                         |
| 16 novembre 2002  | Bossier City         | Stati Uniti d'America | CenturyTel Center                         |
| 17 novembre 2002  | Houston              | Stati Uniti d'America | Compaq Center                             |
| 20 novembre 2002  | El Paso              | Stati Uniti d'America | Don Haskins Center                        |
| 22 novembre 2002  | Dallas               | Stati Uniti d'America | American Airlines Center                  |
| 23 novembre 2002  | Laredo               | Stati Uniti d'America | Laredo Entertainment Center               |
| 25 novembre 2002  | San Antonio          | Stati Uniti d'America | SBC Center                                |
| 1º dicembre 2002  | San Diego            | Stati Uniti d'America | San Diego Sports Arena                    |
| 2 dicembre 2002   | Los Angeles          | Stati Uniti d'America | Staples Center                            |
| 5 dicembre 2002   | Anaheim              | Stati Uniti d'America | Arrowhead Pond at Anaheim                 |
| 7 dicembre 2002   | Bakersfield          | Stati Uniti d'America | Bakersfield Centennial Garden             |
| 8 dicembre 2002   | Sacramento           | Stati Uniti d'America | ARCO Arena                                |
| 11 dicembre 2002  | San Jose             | Stati Uniti d'America | HP Pavilion at San Jose                   |
| 13 dicembre 2002  | Las Vegas            | Stati Uniti d'America | MGM Grand Garden Arena                    |
| 14 dicembre 2002  | Las Vegas            | Stati Uniti d'America | MGM Grand Garden Arena                    |
| 16 dicembre 2002  | Seattle              | Stati Uniti d'America | KeyArena                                  |
| 18 dicembre 2002  | Boise                | Stati Uniti d'America | Idaho Center                              |
| 19 dicembre 2002  | Spokane              | Stati Uniti d'America | Spokane Veterans Memorial Arena           |
| 30 gennaio 2003   | Fresno               | Stati Uniti d'America | Selland Arena                             |
| 1º febbraio 2003  | Tucson               | Stati Uniti d'America | Tucson Arena                              |
| 2 febbraio 2003   | El Paso              | Stati Uniti d'America | Don Haskins Center                        |
| 4 febbraio 2003   | Phoenix              | Stati Uniti d'America | America West Arena                        |
| 5 febbraio 2003   | Albuquerque          | Stati Uniti d'America | Tingley Coliseum                          |
| 7 febbraio 2003   | Lubbock              | Stati Uniti d'America | United Spirit Arena                       |
| 9 febbraio 2003   | North Little Rock    | Stati Uniti d'America | Alltel Arena                              |
| 11 febbraio 2003  | Tampa                | Stati Uniti d'America | St. Pete Times Forum                      |
| 13 febbraio 2003  | Tallahassee          | Stati Uniti d'America | Leon County Civic Center                  |
| 14 febbraio 2003  | Jacksonville         | Stati Uniti d'America | Jacksonville Veterans Memorial Coliseum   |
| 24 febbraio 2003  | Roanoke              | Stati Uniti d'America | Roanoke Civic Center                      |
| 25 febbraio 2003  | Richmond             | Stati Uniti d'America | Richmond Coliseum                         |
| 27 febbraio 2003  | Baltimora            | Stati Uniti d'America | 1st Mariner Arena                         |
| 1º marzo 2003     | Lexington            | Stati Uniti d'America | Rupp Arena                                |
| 2 marzo 2003      | Knoxville            | Stati Uniti d'America | Thompson–Boling Arena                     |
| 4 marzo 2003      | Memphis              | Stati Uniti d'America | Pyramid Arena                             |
| 6 marzo 2003      | Lafayette            | Stati Uniti d'America | Cajundome                                 |
| 8 marzo 2003      | Mobile               | Stati Uniti d'America | Mobile Civic Center                       |
| 9 marzo 2003      | Jackson              | Stati Uniti d'America | Mississippi Coliseum                      |
| 11 marzo 2003     | Huntsville           | Stati Uniti d'America | Von Braun Center                          |
| 13 marzo 2003     | Oklahoma City        | Stati Uniti d'America | Ford Center                               |
| 14 marzo 2003     | Valley Center        | Stati Uniti d'America | Kansas Coliseum                           |
| 16 marzo 2003     | Topeka               | Stati Uniti d'America | Landon Arena                              |
| 16 aprile 2003    | Billings             | Stati Uniti d'America | MetraPark Arena                           |
| 17 marzo 2003     | Bismarck             | Stati Uniti d'America | Bismarck Civic Center                     |
| 19 aprile 2003    | Council Bluffs       | Stati Uniti d'America | Mid-America Center                        |
| 20 aprile 2003    | Council Bluffs       | Stati Uniti d'America | Mid-America Center                        |
| 22 aprile 2003    | Charlotte            | Stati Uniti d'America | Charlotte Coliseum                        |
| 23 aprile 2003    | Charleston           | Stati Uniti d'America | North Charleston Coliseum                 |
| 25 aprile 2003    | Atlanta              | Stati Uniti d'America | Philips Arena                             |
| 27 aprile 2003    | Wilkes-Barre         | Stati Uniti d'America | First Union Arena                         |
| 29 aprile 2003    | Bridgeport           | Stati Uniti d'America | Arena at Harbor Yard                      |
| 30 aprile 2003    | Portland             | Stati Uniti d'America | Cumberland County Civic Center            |
| 2 maggio 2003     | Worcester            | Stati Uniti d'America | Worcester's Centrum Centre                |
| 3 maggio 2003     | Buffalo              | Stati Uniti d'America | HSBC Arena                                |
| 13 maggio 2003    | Fairborn             | Stati Uniti d'America | Nutter Center                             |
| 16 maggio 2003    | Cleveland            | Stati Uniti d'America | Gund Arena                                |
| 17 maggio 2003    | Detroit              | Stati Uniti d'America | Joe Louis Arena                           |
| 2 giugno 2003     | Trenton              | Stati Uniti d'America | Sovereign Bank Arena                      |
| 3 giugno 2003     | Trenton              | Stati Uniti d'America | Sovereign Bank Arena                      |
| 5 giugno 2003     | Hampton              | Stati Uniti d'America | Hampton Coliseum                          |
| 7 giugno 2003     | Manchester           | Stati Uniti d'America | Verizon Wireless Arena                    |
| 8 giugno 2003     | University Park      | Stati Uniti d'America | Bryce Jordan Center                       |
| 11 giugno 2003    | New York             | Stati Uniti d'America | Madison Square Garden                     |
| 12 giugno 2003    | New York             | Stati Uniti d'America | Madison Square Garden                     |
| 15 giugno 2003    | Moline               | Stati Uniti d'America | Mark of the Quad Cities                   |
| 17 giugno 2003    | Denver               | Stati Uniti d'America | Pepsi Center                              |
| 18 giugno 2003    | Billings             | Stati Uniti d'America | MetraPark Arena                           |
| 20 giugno 2003    | Boise                | Stati Uniti d'America | Idaho Center                              |
| 21 giugno 2003    | Yakima               | Stati Uniti d'America | Yakima Valley SunDome                     |
| 9 luglio 2003     | Uncasville           | Stati Uniti d'America | Mohegan Sun Arena                         |
| 11 luglio 2003    | Atlantic City        | Stati Uniti d'America | Boardwalk Hall                            |
| 12 luglio 2003    | Worcester            | Stati Uniti d'America | Worcester's Centrum Centre                |
| 14 luglio 2003    | Portland             | Stati Uniti d'America | Cumberland County Civic Center            |
| 16 luglio 2003    | Hartford             | Stati Uniti d'America | Hartford Civic Center                     |
| 18 luglio 2003    | Wilkes-Barre         | Stati Uniti d'America | Wachovia Arena at Casey Plaza             |
| 19 luglio 2003    | Manchester           | Stati Uniti d'America | Verizon Wireless Arena                    |
| 21 luglio 2003    | Fairborn             | Stati Uniti d'America | Nutter Center                             |
| 23 luglio 2003    | Albany               | Stati Uniti d'America | Pepsi Arena                               |
| 25 luglio 2003    | Rochester            | Stati Uniti d'America | Blue Cross Arena                          |
| 26 luglio 2003    | Hershey              | Stati Uniti d'America | Giant Center                              |
| 28 luglio 2003    | Rockford             | Stati Uniti d'America | Rockford MetroCentre                      |
| 30 luglio 2003    | Grand Rapids         | Stati Uniti d'America | Van Andel Arena                           |
| 1º agosto 2003    | Columbus             | Stati Uniti d'America | Jerome Schottenstein Center               |
| 2 agosto 2003     | Indianapolis         | Stati Uniti d'America | Conseco Fieldhouse                        |
| 4 agosto 2003     | Evansville           | Stati Uniti d'America | Roberts Municipal Stadium                 |
| 6 agosto 2003     | Fort Wayne           | Stati Uniti d'America | Allen County War Memorial Coliseum        |
| 7 agosto 2003     | Charleston           | Stati Uniti d'America | Charleston Civic Center                   |
| 11 agosto 2003    | Peoria               | Stati Uniti d'America | Carver Arena                              |
| 13 agosto 2003    | Des Moines           | Stati Uniti d'America | Veterans Memorial Auditorium              |
| 15 agosto 2003    | Minneapolis          | Stati Uniti d'America | Target Center                             |
| 16 agosto 2003    | Milwaukee            | Stati Uniti d'America | Bradley Center                            |
| 22 agosto 2003    | Auburn               | Stati Uniti d'America | White River Amphitheatre                  |
| 23 agosto 2003    | Vancouver            | Canada                | General Motors Place                      |
| 25 agosto 2003    | Calgary              | Canada                | Pengrowth Saddledome                      |
| 27 agosto 2003    | Saskatoon            | Canada                | Saskatchewan Place                        |
| 30 agosto 2003    | San Bernardino       | Stati Uniti d'America | Hyundai Pavilion at Glen Helen            |
| 31 agosto 2003    | Las Vegas            | Stati Uniti d'America | MGM Grand Garden Arena                    |
| 3 settembre 2003  | Fresno               | Stati Uniti d'America | Selland Arena                             |
| 5 settembre 2003  | Concord              | Stati Uniti d'America | Chronicle Pavilion                        |
| 6 settembre 2003  | Sacramento           | Stati Uniti d'America | ARCO Arena                                |
| 8 settembre 2003  | Reno                 | Stati Uniti d'America | Lawlor Events Center                      |
| 10 settembre 2003 | Portland             | Stati Uniti d'America | Rose Garden                               |
| 12 settembre 2003 | San Diego            | Stati Uniti d'America | San Diego Sports Arena                    |
| 13 settembre 2003 | Phoenix              | Stati Uniti d'America | America West Arena                        |
| 22 settembre 2003 | Kansas City          | Stati Uniti d'America | Kemper Arena                              |
| 24 settembre 2003 | Dallas               | Stati Uniti d'America | FWCC Arena                                |
| 26 settembre 2003 | Houston              | Stati Uniti d'America | Cynthia Woods Mitchell Pavilion           |
| 27 settembre 2003 | Selma                | Stati Uniti d'America | Verizon Wireless Amphitheater             |
| 29 settembre 2003 | Albuquerque          | Stati Uniti d'America | Journal Pavilion                          |
| 1º ottobre 2003   | Colorado Springs     | Stati Uniti d'America | World Arena                               |
| 3 ottobre 2003    | Omaha                | Stati Uniti d'America | Qwest Center Omaha                        |
| 4 ottobre 2003    | Saint Louis          | Stati Uniti d'America | Savvis Center                             |
| 10 ottobre 2003   | Washington           | Stati Uniti d'America | MCI Center                                |
| 12 ottobre 2003   | Chicago              | Stati Uniti d'America | Allstate Arena                            |
| 13 ottobre 2003   | Chicago              | Stati Uniti d'America | Allstate Arena                            |
| 15 ottobre 2003   | Norfolk              | Stati Uniti d'America | Norfolk Scope                             |
| 16 ottobre 2003   | Columbia             | Stati Uniti d'America | Carolina Coliseum                         |
| 18 ottobre 2003   | Biloxi               | Stati Uniti d'America | Mississippi Coast Coliseum                |
| 20 ottobre 2003   | Daytona Beach        | Stati Uniti d'America | Ocean Center                              |
| 21 ottobre 2003   | Pensacola            | Stati Uniti d'America | Pensacola Civic Center                    |
| 25 ottobre 2003   | Ft. Lauderdale       | Stati Uniti d'America | Office Depot Center                       |
| 27 ottobre 2003   | Pittsburgh           | Stati Uniti d'America | Petersen Events Center                    |
| 28 ottobre 2003   | Reading              | Stati Uniti d'America | Sovereign Center                          |
| 31 ottobre 2003   | Toronto              | Canada                | The SkyTent at SkyDome                    |
| 2 gennaio 2004    | Las Vegas            | Stati Uniti d'America | MGM Grand Garden Arena                    |
| 3 gennaio 2004    | Las Vegas            | Stati Uniti d'America | MGM Grand Garden Arena                    |
| Europa            |                      |                       |                                           |
| 8 maggio 2004     | Dublino              | Irlanda               | The Point                                 |
| 9 maggio 2004     | Belfast              | Regno Unito           | Odyssey Arena                             |
| 11 maggio 2004    | Glasgow              | Regno Unito           | Scottish Exhibition and Conference Centre |
| 14 maggio 2004    | Birmingham           | Regno Unito           | NEC Arena                                 |
| 15 maggio 2004    | Birmingham           | Regno Unito           | NEC Arena                                 |
| 17 maggio 2004    | Manchester           | Regno Unito           | Manchester Evening News Arena             |
| 19 maggio 2004    | Sheffield            | Regno Unito           | Hallam FM Arena                           |
| 21 maggio 2004    | Londra               | Regno Unito           | Wembley Arena                             |
| 2 maggio 2004     | Londra               | Regno Unito           | Wembley Arena                             |
| 26 maggio 2004    | Parigi               | Francia               | Zénith de Paris                           |
| 28 maggio 2004    | Colonia              | Germania              | Lanxess Arena                             |
| 29 maggio 2004    | Zurigo               | Svizzera              | Hallenstadion                             |
| 1º giugno 2004    | Vienna               | Austria               | Wiener Stadthalle                         |
| 2 giugno 2004     | Budapest             | Ungheria              | Budapest Sports Arena                     |
| 4 giugno 2004     | Monaco di Baviera    | Germania              | Olympiahalle                              |
| 5 giugno 2004     | Francoforte sul Meno | Germania              | Festhalle Frankfurt                       |
| 7 giugno 2004     | Anversa              | Belgio                | Sportpaleis                               |
| 11 giugno 2004    | Amburgo              | Germania              | Color Line Arena                          |
| 12 giugno 2004    | Copenaghen           | Danimarca             | Forum Copenhagen                          |
| 15 giugno 2004    | Stoccolma            | Svezia                | Stockholm Globe Arena                     |
| 18 giugno 2004    | Helsinki             | Finlandia             | Hartwall Areena                           |
| 21 giugno 2004    | Mosca                | Russia                | Palazzo di Stato del Cremlino             |
| 22 giugno 2004    | Mosca                | Russia                | Palazzo di Stato del Cremlino             |
| 24 giugno 2004    | San Pietroburgo      | Russia                | Ice Palace                                |
| 2 giugno 2004     | Lipsia               | Germania              | Arena Leipzig                             |
| 29 giugno 2004    | Rotterdam            | Paesi Bassi           | The Ahoy                                  |
| 30 giugno 2004    | Rotterdam            | Paesi Bassi           | The Ahoy                                  |
| 2 luglio 2004     | Monte Carlo          | Principato di Monaco  | Monte Carlo Sporting Club and Casino      |
| Nord America      |                      |                       |                                           |
| 23 luglio 2004    | Calgary              | Canada                | Pengrowth Saddledome                      |
| 24 luglio 2004    | Kelowna              | Canada                | Prospera Place                            |
| 26 luglio 2004    | Edmonton             | Canada                | Skyreach Centre                           |
| 28 luglio 2004    | Saskatoon            | Canada                | Credit Union Centre                       |
| 30 luglio 2004    | Rapid City           | Stati Uniti d'America | Rushmore Plaza Civic Center               |
| 31 luglio 2004    | Sioux City           | Stati Uniti d'America | Gateway Arena                             |
| 2 agosto 2004     | Ashwaubenon          | Stati Uniti d'America | Resch Center                              |
| 4 agosto 2004     | Cedar Rapids         | Stati Uniti d'America | U.S. Cellular Center                      |
| 7 agosto 2004     | Fargo                | Stati Uniti d'America | Fargodome                                 |
| 9 agosto 2004     | Tulsa                | Stati Uniti d'America | TCC Arena                                 |
| 11 agosto 2004    | Hidalgo              | Stati Uniti d'America | Dodge Arena                               |
| 13 agosto 2004    | Baton Rouge          | Stati Uniti d'America | RC Arena                                  |
| 14 agosto 2004    | Biloxi               | Stati Uniti d'America | Mississippi Coast Coliseum                |
| 23 agosto 2004    | Hamilton             | Canada                | Copps Coliseum                            |
| 25 agosto 2004    | Halifax              | Canada                | Halifax Metro Centre                      |
| 26 agosto 2004    | Halifax              | Canada                | Halifax Metro Centre                      |
| 28 agosto 2004    | Uncasville           | Stati Uniti d'America | Mohegan Sun Arena                         |
| 30 agosto 2004    | Providence           | Stati Uniti d'America | Dunkin' Donuts Center                     |
| 1º settembre 2004 | Binghamton           | Stati Uniti d'America | Broome County Veterans Memorial Arena     |
| 3 settembre 2004  | Erie                 | Stati Uniti d'America | Louis J. Tullio Arena                     |
| 4 settembre 2004  | Reading              | Stati Uniti d'America | Sovereign Center                          |
| 7 settembre 2004  | Toledo               | Stati Uniti d'America | Savage Hall                               |
| 8 settembre 2004  | Springfield          | Stati Uniti d'America | Prairie Capital Convention Center         |
| 11 settembre 2004 | Southaven            | Stati Uniti d'America | DeSoto Civic Center                       |
| 13 settembre 2004 | Chattanooga          | Stati Uniti d'America | McKenzie Arena                            |
| 15 settembre 2004 | Winston-Salem        | Stati Uniti d'America | Lawrence Joel Veterans Memorial Coliseum  |
| 17 settembre 2004 | Birmingham           | Stati Uniti d'America | BJCC Arena                                |
| 18 settembre 2004 | Jacksonville         | Stati Uniti d'America | Jacksonville Veterans Memorial Arena      |
| 20 settembre 2004 | Gainesville          | Stati Uniti d'America | O'Connell Center                          |
| 22 settembre 2004 | Daytona Beach        | Stati Uniti d'America | Ocean Center                              |
| 24 settembre 2004 | Tallahassee          | Stati Uniti d'America | Leon County Civic Center                  |
| 27 settembre 2004 | Cape Coral           | Stati Uniti d'America | Germain Arena                             |
| 28 settembre 2004 | Cape Coral           | Stati Uniti d'America | Germain Arena                             |
| 8 ottobre 2004    | Città del Messico    | Messico               | Palacio de los Deportes                   |
| 9 ottobre 2004    | Città del Messico    | Messico               | Palacio de los Deportes                   |
| 10 ottobre 2004   | Città del Messico    | Messico               | Palacio de los Deportes                   |
| 5 novembre 2004   | Hidalgo              | Stati Uniti d'America | Dodge Arena                               |
| 7 novembre 2004   | Corpus Christi       | Stati Uniti d'America | American Bank Center                      |
| 9 novembre 2004   | Beaumont             | Stati Uniti d'America | Ford Arena                                |
| 11 novembre 2004  | Columbia             | Stati Uniti d'America | Paige Sports Arena                        |
| 13 novembre 2004  | Minneapolis          | Stati Uniti d'America | Target Center                             |
| 15 novembre 2004  | Sioux Falls          | Stati Uniti d'America | Sioux Falls Arena                         |
| 17 novembre 2004  | Duluth               | Stati Uniti d'America | DECC Arena                                |
| 19 novembre 2004  | Grand Rapids         | Stati Uniti d'America | Van Andel Arena                           |
| 20 novembre 2004  | Detroit              | Stati Uniti d'America | The Palace of Auburn Hills                |
| 22 novembre 2004  | Rochester            | Stati Uniti d'America | Blue Cross Arena                          |
| 24 novembre 2004  | Albany               | Stati Uniti d'America | Pepsi Arena                               |
| 26 novembre 2004  | Portland             | Stati Uniti d'America | Cumberland County Civic Center            |
| 2 novembre 2004   | Atlantic City        | Stati Uniti d'America | Boardwalk Hall                            |
| 11 dicembre 2004  | Washington           | Stati Uniti d'America | MCI Center                                |
| 12 dicembre 2004  | Uniondale            | Stati Uniti d'America | Nassau Veterans Memorial Coliseum         |
| 14 dicembre 2004  | Atlanta              | Stati Uniti d'America | Arena at Gwinnett Center                  |
| 16 dicembre 2004  | Tampa                | Stati Uniti d'America | St. Pete Times Forum                      |
| 18 dicembre 2004  | St. Lauderdale       | Stati Uniti d'America | Office Depot Center                       |
| 14 gennaio 2005   | Sacramento           | Stati Uniti d'America | ARCO Arena                                |
| 16 gennaio 2005   | Bakersfield          | Stati Uniti d'America | Bakersfield Centennial Garden             |
| 18 gennaio 2005   | Glendale             | Stati Uniti d'America | Glendale Arena                            |
| 19 gennaio 2005   | Tucson               | Stati Uniti d'America | Tucson Arena                              |
| 21 gennaio 2005   | San Jose             | Stati Uniti d'America | HP Pavilion at San Jose                   |
| 23 gennaio 2005   | Spokane              | Stati Uniti d'America | Spokane Veterans Memorial Arena           |
| 25 gennaio 2005   | Portland             | Stati Uniti d'America | Rose Garden                               |
| 26 gennaio 2005   | Everett              | Stati Uniti d'America | Everett Events Center                     |
| 29 gennaio 2005   | Las Vegas            | Stati Uniti d'America | MGM Grand Garden Arena                    |
| 31 gennaio 2005   | Salt Lake City       | Stati Uniti d'America | Delta Center                              |
| 2 febbraio 2005   | Colorado Springs     | Stati Uniti d'America | World Arena                               |
| 4 febbraio 2005   | Wichita Falls        | Stati Uniti d'America | Kay Yeager Coliseum                       |
| 5 febbraio 2005   | Bossier City         | Stati Uniti d'America | CenturyTel Center                         |
| 7 febbraio 2005   | Albuquerque          | Stati Uniti d'America | Tingley Coliseum                          |
| Oceania           |                      |                       |                                           |
| 20 febbraio 2005  | Auckland             | Nuova Zelanda         | North Harbour Stadium                     |
| 22 febbraio 2005  | Christchurch         | Nuova Zelanda         | Westpac Centre                            |
| 26 febbraio 2005  | Melbourne            | Australia             | Rod Laver Arena                           |
| 27 febbraio 2005  | Melbourne            | Australia             | Rod Laver Arena                           |
| 1º marzo 2005     | Melbourne            | Australia             | Rod Laver Arena                           |
| 3 marzo 2005      | Sydney               | Australia             | Sydney Entertainment Centre               |
| 4 marzo 2005      | Sydney               | Australia             | Sydney Entertainment Centre               |
| 7 marzo 2005      | Sydney               | Australia             | Sydney Entertainment Centre               |
| 9 marzo 2005      | Newcastle            | Australia             | Newcastle Entertainment Centre            |
| 11 marzo 2005     | Brisbane             | Australia             | Brisbane Entertainment Centre             |
| 12 marzo 2005     | Brisbane             | Australia             | Brisbane Entertainment Centre             |
| 15 marzo 2005     | Adelaide             | Australia             | Adelaide Entertainment Centre             |
| 16 marzo 2005     | Adelaide             | Australia             | Adelaide Entertainment Centre             |
| 18 marzo 2005     | Sydney               | Australia             | Sydney Entertainment Centre               |
| Nord America      |                      |                       |                                           |
| 7 aprile 2005     | Montréal             | Canada                | Bell Centre                               |
| 9 aprile 2005     | Ottawa               | Canada                | Corel Centre                              |
| 10 aprile 2005    | London               | Canada                | John Labatt Centre                        |
| 12 aprile 2005    | Uncasville           | Stati Uniti d'America | Mohegan Sun Arena                         |
| 13 aprile 2005    | East Rutherford      | Stati Uniti d'America | Continental Airlines Arena                |
| 16 aprile 2005    | Chicago              | Stati Uniti d'America | United Center                             |
| 18 aprile 2005    | Council Bluffs       | Stati Uniti d'America | Mid-America Center                        |
| 20 aprile 2005    | Winnipeg             | Canada                | MTS Centre                                |
| 21 aprile 2005    | Regina               | Canada                | Regina AgriDome                           |
| 23 aprile 2005    | Victoria             | Canada                | Save-On-Foods Memorial Centre             |
| 24 aprile 2005    | Victoria             | Canada                | Save-On-Foods Memorial Centre             |
| 29 aprile 2005    | Los Angeles          | Stati Uniti d'America | Hollywood Bowl                            |
| 30 aprile 2005    | Los Angeles          | Stati Uniti d'America | Hollywood Bowl                            |

### Personale
Personale di produzione
- Tour Director: Doriana Sanchez
- Direttore musicale: Paul Mirkovich
- Regista luci: Kille Knobel
- Regista video: Dave Neugebauer
- Assistente regista video: Deb Collins
- Tour Manager: Nick Cua
- Manager di produzione: Malcolm Weldon
- Stage Manager: Frank Carra
- Designer del palco: Jeremy Railton
- Designer delle luci: Abigail Rosen Holmes
- Video Designer: Christine Strand
- Ingegnere video: Jason Harvey
- Coordinatore di produzione: Dana Jaeger
- Capo staff luci: Ian Tucker
- Capo "rigger": Steve Olean
- Capomastro: Courtney Jones
- Staff luci: John Amorelli, Gregg Brooks, Jason Gangi, John Ramsey e Jeremy Schilling
- Staff video: Richard Davis, David Driscol e Kurt Verhelle
- "Rigger": Leti Alcala, Storm Sollars e James Stratton
- Carpentieri: Michael Garrigan, Russell Glen, Ken Kinard, David Roth, Rick Stucker e Kurt Wagner

Band
- Tastiere: Jim McGorman e Paul Mirkovich
- Chitarre: David Barry e Michael Garrigan
- Basso: Bill Sharpe
- Tastiere: Ollie Marland
- Batteria: Mark Schulman e Matt Sorum
- Ballerini: Shannon Beach, Bubba Carr, Suzanne Easter, Jamal Story, Sal Vassallo, Dreya Weber, Kevin Wilson e Addie Yungmee
- Coriste: Stacy Campbell e Patti Darcy Jones
- Voci di supporto: David Barry, Michael Garrigan, Ollie Marland, Jim McGorman, Paul Mirkovich e Bill Sharpe